# Ahmet Ceylani Tuğrul
Ahmet Ceylani Tuğrul (* 21. Dezember 1950 in Anamur, Türkei) ist ein türkischer Jurist. Er war von 2007 bis 2009 Generalsekretär beim Kassationshof der Türkei.

## Karriere
Tuğrul absolvierte 1973 sein Studium der Rechtswissenschaften an der Universität Ankara und war danach unter anderem als Staatsanwalt in Kars und Gaziantep und als Generalstaatsanwalt in Adana, Aydın und Tarsus tätig.
Am 21. März 2000 wurde er zum Mitglied und am 11. Mai 2007 zum Generalsekretär des Kassationshofs gewählt.
| Personendaten    | Personendaten                                 |
| ---------------- | --------------------------------------------- |
| NAME             | Tuğrul, Ahmet Ceylani                         |
| KURZBESCHREIBUNG | türkischer Generalsekretär beim Kassationshof |
| GEBURTSDATUM     | 21. Dezember 1950                             |
| GEBURTSORT       | Anamur, Türkei                                |